# Кунград
Кунгра́д (каракалп. Qońırat / Қоңырат, узб. Qo‘ng‘irot / Қўнғирот) — город, административный центр Кунградского района Республики Каракалпакстан.

## История
Кунград На протяжений веков был Городом Оппозиционеров где собирались Внутренние враги и противники Хивы и Режима хивинских ханов.
1858 Году В Кунграде происходит Восстание Каракалпаков Которое потом в истории именуется Кунградским Восстанием Каракалпак.
Руководителем Восстания стал Старший Внук Төремурада Сюфи, Мухаммед Пана,Он(Мухаммед Пана) Объявляет себя Ханом Кунграда, и становится главой восстания.
Панахан(Мухаммед Пана) с самого начало восстания не доверял Никому кроме туркменов, Он позвал в Кунград 25 Туркменских Бийев и Батыров и они признали Панахана Ханом Кунграда.
Но в 1859 Году хивинский хан Сейдмухаммед совместно с узбекской элитой Кунграда совершает заговор и убивает Панахана, Так восстание терпит Крах.
Название города происходит от тюркского рода Қоңырат. Этот род сейчас находится в составе Каракалпакских родов, одного из главных древних родов Средней Азии. На протяжении веков Кунград был в составе Хорезма, неоднократно становился столицей многих государств таких как Каракалпакское Ханство, Аральское Государство и Кунградское Ханство.
Исторически находился на пересечении торговых путей, посещался купцами и завоевателями разных народов. С Кунграда началась колонизация Хивинского ханства Российской империей.
До 1969 года назывался посёлком Железнодорожным. Переименован по названию железнодорожной станции, которая получила название по расположенному недалеко городу Кунграду, который, в свою очередь, был впоследствии переименован в поселок городского типа Алтынкуль.

## География
Расположен в дельте реки Амударьи, в 8 км западнее города начинается плато Устюрт. Имеется железнодорожная станция и аэропорт.